# Чимсора
Чимсора — река в России, протекает по территории Ягницкого сельского поселения Череповецкого района Вологодской области, большей частью по территории Дарвинского заповедника. Длина реки составляет 21 км.
Река находится на сильно заболоченном полуострове, ограниченном Шекснинским и Моложским отрогами Рыбинского водохранилища.

## Течение
Исток реки находится за пределами заповедника около деревень Григорьево и Ионово, река течёт сначала на юго-восток. После деревни Ступино в неё впадает на карте названный правый приток, отметка уровня воды в этом месте 106,6 м. Далее река поворачивает на восток попадает на территорию заповедника и течёт в болотистой лесной местности без населённых пунктов. С левого берега реки — болото Куковская Чисть, а с правого — Брыковское болото. В нижнем течении река расширяется, образуя залив Рыбинского водохранилища. Устье реки находится в 1 км от устья Искры по правому берегу, в устье по левому берегу — деревня Муравьёво.

## Данные водного реестра
По данным государственного водного реестра России относится к Верхневолжскому бассейновому округу, водохозяйственный участок реки — Рыбинское водохранилище до Рыбинского гидроузла и впадающие в него реки, без рек Молога, Суда и Шексна от истока до Шекснинского гидроузла, речной подбассейн реки — Реки бассейна Рыбинского водохранилища. Речной бассейн реки — (Верхняя) Волга до Куйбышевского водохранилища (без бассейна Оки).
Код объекта в государственном водном реестре — 08010200412110000007331.